# Clear Lake (Minnesota)
Clear Lake è un comune degli Stati Uniti d'America, situato nello Stato del Minnesota, nella Contea di Sherburne.